# Каміл Юзвяк
Каміл Юзвяк (пол. Kamil Jóźwiak, нар. 22 квітня 1998, Мендзижеч) — польський футболіст, півзахисник іспанського клубу «Гранада».

## Клубна кар'єра
Народився 22 квітня 1998 року в місті Мендзижеч. Вихованець клубу «Юніор» (Збоншинек), на юнацькому та молодіжному рівнях також виступав за УКП (Зелена Гура) та познанський «Лех». У сезоні 2014/15 років був гравцем резервного складу «Леха», який виступав у третій лізі польського чемпіонату.
За першу команду познанського клубу дебютував 28 лютого 2016 року в програному (0:2) поєдинку проти «Ягеллонії» (Білосток), в якому на початку другого тайму замінив Кеббу Сісея. Дебютним голом у вищому дивізіоні польського чемпіонату відзначився 15 травня 2016 року в поєдинку проти «Руху» (Хожув). Сезон 2015/16 років завершив 10 матчами у чемпіонаті та 1 голом. У липні 2016 року зіграв (вийшов на поле на 75-й хвилині замість Мацея Макушевського) у переможному матчі Суперкубку Польщі проти «Легії» (Варшава) (4:1). В осінній частині сезону 2016/17 років зіграв у Екстраклясі 6 матчів.
На початку січня 2017 року відправився у піврічну оренду до клубу ГКС (Катовіце). У весняній частині сезону 2016/17 років зіграв у першій лізі 12 матчів, відзначився 2-а голами: у воротах «Стомілу» (2:2, 10 березня 2017) та МКС Ключборк (2:3, 20 травня 2017). В червні 2017 року повернувся до «Леха». 6 липня 2017 року дебютував у Лізі Європи в поєдинку першого кваліфікаційного раунду проти македонського «Пелістера», в якому відзначився голом.
У листопаді 2017 року продовжив контракт з «Лехом» до 2019 року, з можливістю продовження договору ще на два роки. Станом на 5 березня 2019 року відіграв за команду з Познані 39 матчів в національному чемпіонаті.

## Виступи за збірні
У 2014—2015 роках залучався до матчів юнацької збірної Польщі U-17. У жовтні 2014 та березні 2015 років зіграв 6 матчів у кваліфікації чемпіонату Європи U-17 в Болгарії, забив м'яч у виграному поєдинку з Ліхтенштейном (4:0, 28 жовтня 2014). У футболці юнацької збірної Польщі U-19 зіграв 11 матчів у кваліфікації юнацького чемпіонату Європи (U-19) в Німеччині та чемпіонату Європи U-19 у Грузії, відзначився голом у переможному поєдинку проти Македонії (4:0, 6 жовтня 2016 року).
2014 року дебютував у складі юнацької збірної Польщі, взяв участь у 34 іграх на юнацькому рівні, відзначившись 2 забитими голами.
У 2018 році залучався до складу молодіжної збірної Польщі. На молодіжному рівні зіграв у 7 офіційних матчах.
Дебютував за національну збірну Польщі 27 березня 2018 року в поєдинку проти збірної Литви. Відзначився гольовою передачею в тому поєдинку, завдяки чому посприяв мінімальній перемозі поляків (1:0).

## Статистика виступів

### Клубна
Станом на 22 грудня 2018
| Клуб              | Сезон             | Ліга              | Ліга  | Ліга | Кубок | Кубок | Європа | Європа | Інші1 | Інші1 | Загалом | Загалом |
| Клуб              | Сезон             | Ліга              | Матчі | Голи | Матчі | Голи  | Матчі  | Голи   | Матчі | Голи  | Матчі   | Голи    |
| ----------------- | ----------------- | ----------------- | ----- | ---- | ----- | ----- | ------ | ------ | ----- | ----- | ------- | ------- |
| «Лех» (Познань)   | 2015–16           | Екстракляса       | 10    | 1    | 3     | 0     | –      | –      | –     | –     | 13      | 1       |
| «Лех» (Познань)   | 2016–17           | Екстракляса       | 6     | 0    | 3     | 0     | –      | –      | 1     | 0     | 10      | 0       |
| «Лех» (Познань)   | 2017–18           | Екстракляса       | 20    | 3    | 1     | 0     | 1      | 1      | –     | –     | 22      | 4       |
| «Лех» (Познань)   | 2018–19           | Екстракляса       | 15    | 0    | 2     | 0     | 2      | 0      | –     | –     | 19      | 0       |
| «Лех» (Познань)   | Загалом           | Загалом           | 51    | 4    | 9     | 0     | 3      | 1      | 1     | 0     | 64      | 5       |
| ГКС (Катовіце)    | 2016–17           | I ліга            | 12    | 2    | –     | –     | –      | –      | –     | –     | 12      | 2       |
| Усього за кар'єра | Усього за кар'єра | Усього за кар'єра | 63    | 6    | 9     | 0     | 3      | 1      | 1     | 0     | 76      | 7       |

1 Включаючи Суперкубок Польщі.

## Особисте життя
Його брати, Бартош та Мацей, також футболісти, обидва виступають у 4-ліговому клубі «Сирени» (Збащинек).

## Досягнення
«Лех» (Познань)
- Суперкубок Польщі
  -  Володар (1): 2016